# Enrico I il Barbuto
Enrico I il Barbuto (Głogów, 1163 – 19 marzo 1238) fu duca di Slesia, figlio di Boleslao I il Lungo, duca di Slesia.
Per tutta la vita fu impegnato in scontri con gli altri duchi della dinastia Piast per il controllo delle terre polacche.
Unì la Grande Polonia e la Piccola Polonia alla Slesia.

## Biografia

### Gli inizi e la perdita di Opole
Enrico era il quarto figlio del duca Boleslao I di Slesia "l'Alto", dalla sua seconda moglie Cristina, probabilmente tedesca. Nacque a Głogów (Glogau), nella Bassa Slesia. I tre fratelli maggiori di Enrico, Boleslao, Corrado e Jan (1174-1190), morirono. Il suo fratellastro maggiore Iaroslao di Opole (figlio della prima moglie di Boleslao) dovette intraprendere la carriera ecclesiastica, probabilmente a causa delle trame della matrigna Cristina. Enrico divenne l'unico erede di Boleslao nel 1190. Attraverso il suo matrimonio con Edvige di Andechs, Enrico fu imparentato ai governanti di Germania, Ungheria, Boemia e Francia.
Il padre di Enrico, Boleslao I, morì l'8 dicembre 1201. All'inizio del 1202 lo zio di Enrico, il duca Miecislao (Mieszko) IV Plątonogi dell'Alta Slesia, attaccò e conquistò il Ducato di Opole (Oppeln), che era passato dal possesso di Iaroslao a quello di Enrico. Mieszko voleva più di Opole, ma fu osteggiato dall'arcivescovo di Gniezno, Henryk Kietlicz, e dal vescovo di Breslavia, Cipriano. Essi sostennero Enrico perché questi aveva pagato loro 1.000 pezzi d'argento.

### Coinvolgimento nella politica dei ducati polacchi
Nel 1202 morì il granduca polacco Miecislao (Mieszko) III il Vecchio. Era del ramo della Grande Polonia della dinastia reale dei Piast. Emersero due fazioni opposte: 1) Miecislao (Mieszko) IV Plątonogi (zio di Enrico) e il duca Ladislao III Laskonogi della Grande Polonia (figlio e successore di Mieszko III), e 2) i duchi Leszek il Bianco di Sandomierz, Corrado I di Masovia (figli di Casimiro II il Giusto) e Ladislao Odonic (nipote di Ladislao III Laskonogi). Enrico rimase di nuovo neutrale.
Ladislao III Laskonogi era salito al trono a Cracovia, ma era stato deposto nel 1206. Leszek divenne Granduca di Polonia e Duca di Cracovia. La perdita della Dzielnica senioralna ("provincia del senior" - corrispondente in parte alla regione di Cracovia, ovvero la Piccola Polonia) indusse Ladislao III Laskonogi a cambiare la sua alleanza, aumentando la sua presenza nella Pomerania occidentale). Propose a Enrico uno scambio di territori: la terra di Lebus/Lubusz (parte della Slesia) in cambio di Kalisz (parte della regione della Grande Polonia). Enrico accettò l'offerta, ma lo scambio provocò confusione politica. Ladislao Odonic si aspettava di ereditare Lubusz e la Grande Polonia da suo zio Ladislao III Laskonogi. Odonic contava sul sostegno della chiesa, guidata dall'arcivescovo di Gniezno Henryk Kietlicz. Ladislao III Laskonogi fece esiliare i suoi due avversari, Odonic e l'arcivescovo. Enrico era ora in una situazione difficile. Aveva un debito di gratitudine verso l'arcivescovo, che lo aveva aiutato all'inizio del suo regno ma decise di sostenere Ladislao III Laskonogi. Diede dunque Kalisz, appena acquisita, a Odonic, ad eccezione di Poznań, causando una frattura temporanea tra lui e Ladislao III. Nel 1208, il rapporto fu riparato durante un incontro a Głogów.
Nel 1210 Papa Innocenzo III scomunicò il granduca Duca Leszek. Miecislao (Mieszko) IV Plątonogi conquistò rapidamente Cracovia e prese il titolo di granduca. La bolla di scomunica fu emessa su richiesta di un anonimo Duca di Slesia, probabilmente Enrico (perché Mieszko IV usava il titolo di Duca di Racibórz-Opole). La situazione divenne piuttosto confusa e nessuno era sicuro di chi detenesse il vero potere.
L'arcivescovo Henryk Kietlicz, che era tornato dall'esilio qualche tempo prima, indisse il Sinodo di Borzykowa per cercare di trovare una soluzione alla situazione. Erano presenti Enrico e il duchi "minori" Leszek, Corrado I e Ladislao Odonic. Leszek e gli altri principi Piast, elargirono un dono al clero, assicurando l'integrità dei possedimenti territoriali del vescovo (il privilegio non era firmato da Enrico o Ladislao III, ma rispettavano le sue disposizioni). Mieszko IV non era presente a Borzykowa. Mentre gli altri duchi erano a Borzykowa, Mieszko IV e il suo esercito invasero Cracovia e presero la capitale senza combattere. Mieszko IV tenne Cracovia solo per un anno. Enrico, sebbene ora fosse il più anziano dei duchi "minori", non fece nulla. Leszek I il Bianco tornò a Cracovia senza grosse difficoltà riprendendo il titolo di Granduca.
Dopo la questione delle bolle papali, Enrico sostenne la pace e la cooperazione con il granduca Leszek e il duca Ladislao III della Grande Polonia. Il patto fu stabilito nel 1217 in una riunione a Dańkowie, e poi un anno dopo a Sądowlu. Ogni membro di questo "triumvirato" Piast (in seguito fu però incluso anche il fratello minore di Leszek, Corrado di Masovia) portò vantaggi ai membri dell'alleanza. L'inclusione di Ladislao determinò l'immediata restituzione di Lubusz e la sovranità formale di Leszek sul resto del paese. Nel corso dei successivi anni i tre duchi collaborarono.
Il motivo principale del trattato tra i tre furono le spedizioni crociate contro le popolazioni pagane baltiche del gruppo dei Prussiani. Queste crociate, nel 1222 e 1223, fallirono entrambe nonostante il vasto esborso finanziario. Enrico quindi propose di invitare un contingente di cavalieri teutonici in Polonia. Il duca Corrado I di Masovia effettuò la chiamata e i cavalieri entrarono in Polonia nel 1226.

### La prima guerra di Lubusz
Enrico aveva rinunciato alle sue pretese sul trono di Cracovia perché il margravio Corrado II di Lusazia si era impadronito della terra di Lebus/Lubusz. Il duca Ladislao III ottenne il possesso di Lubusz nel 1206, ma lo perse subito dopo. Il possesso di Lubusz influenzava direttamente la sovranità di Enrico che inviò le sue forze armate al confine occidentale polacco. Inizialmente, cercò di risolvere pacificamente la controversia, inviando ambasciatori alla corte dell'imperatore Ottone IV ad Altenburg per ottenere la restituzione di Lubusz alla Slesia. Tornarono senza risposta e Enrico organizzò una spedizione armata. Non fu necessaria alcuna azione militare: il 6 maggio 1210 morì il margravio Corrado II e Enrico prese Lubusz e la città lusaziana di Guben, che mantenne fino al 1218.

### Il tentativo di conquistare Cracovia nel 1225 e le lotte per Lubusz
Nel 1223 l'alleanza Piast fu spezzata. Nella Grande Polonia, Ladislao Odonic e suo cognato, il duca Świętopełk II di Pomerania, presero Ujście. Le controversie con Ladislao III impedirono la continuazione della collaborazione. Nel 1225, Enrico ruppe il trattato ed entrò a Cracovia ma quando il langravio Ludovico IV di Turingia attaccò Lubusz, Enrico si ritirò da Cracovia.
Le lotte per Lubusz continuarono a intermittenza fino al 1230, quando il successore del margravio Ludovico IV Enrico Raspe rinunciò ai suoi diritti su Lubusz nel 1229 e vendette la sua rivendicazione all'arcivescovo di Magdeburgo Alberto I di Käfernburg. Enrico fu finalmente in grado di aggiungere questa area strategicamente importante al suo ducato, ma lo fece senza il consenso del duca Ladislao III della Grande Polonia. Enrico riuscì anche a ottenere un'altra risorsa: un castello a Cedynia, conquistato dopo un conflitto locale con il duca Barnim I di Pomerania.

### Il Congresso di Gąsawa. Morte di Leszek il Bianco
Nel 1227 Leszek il Bianco organizzò un incontro tra i duchi Piast a Gąsawa per risolvere le controversie territoriali e le azioni del Duca Świętopełk II. Ladislao Odonic e Enrico sostenevano Leszek e suo fratello Corrado di Masovia. Ladislao III della Grande Polonia non andò a Gąsawa. Il duca Świętopełk II, membro della dinastia dei Samboridi della Pomerania, si era dichiarato indipendente dal vassallaggio polacco. Il granduca esigeva un serio rimprovero per Świętopełk, o la sua completa rimozione dal ducato. Świętopełk II (forse con l'aiuto di Ladislao Odonic) attaccò per primo: a Gąsawa, il 23 novembre 1227 Leszek il Bianco e Enrico furono intrappolati in un'imboscata. Leszek fu ucciso e Enrico fu gravemente ferito. Peregrino di Wiesenburg si lanciò su Enrico, salvandogli la vita. Iniziò così una nuova lotta di potere per il trono polacco.

### Enrico I, governatore di Cracovia
Leszek il Bianco lasciò un figlio di un anno, Boleslao, e il duca della Grande Polonia, Ladislao III, vide l'opportunità di riprendere Cracovia e il titolo di granduca con la scusa della reggenza. I nobili polacchi minori si schierarono con il fratello di Leszek, il duca Corrado I di Masovia. Nel Ducato di Sandomierz Boleslao fu dichiarato legittimo erede sotto la reggenza di sua madre Grzymislawa di Luck, con l'aiuto dei nobili locali. In Polonia, Ladislao III ebbe il sopravvento nella lotta per Cracovia, soprattutto dopo il Congresso di Cienia Pierwsza, vicino a Kalisz, il 5 maggio 1228, dove concesse diversi privilegi alla chiesa e promise di rispettare le vecchie leggi. Le complicazioni sorsero quando suo nipote Ladislao Odonic si ribellò contro di lui. Il granduca Ladislao III concentrò la sua attenzione sulla Grande Polonia ed Enrico fu eletto a governare Cracovia come Governatore del granduca, non come granduca, in riconoscimento del suo sostegno militare a Ladislao III. Il granduca promise anche che Enrico e i suoi discendenti sarebbero stati gli eredi della Grande Polonia.

### Perdita della Piccola Polonia e reclusione
Dopo la morte di Leszek, scoppiò dunque una guerra tra Enrico e il duca Corrado I di Masovia nel 1228. Inizialmente, Enrico ebbe successo mentre respingeva le forze di Corrado nelle battaglie di Międzyborzem, Skałą e Wrocieryżem. Poi la situazione cambiò drasticamente. Enrico, forte sostenitore del granduca Ladislao III, ebbe difficoltà a governare la nobiltà di Cracovia: dato che Enrico I governava sia il suo Ducato di Slesia che Cracovia, alcuni nobili della capitale pensavano che favorisse la Slesia.
Nel 1229 Enrico incontrò Corrado a Spytkowice. Durante la messa, i cavalieri di Corrado fecero prigioniero Enrico e ferirono molti dei suoi uomini. Enrico fu imprigionato nel castello di Płock, e Enrico II il Pio, figlio maggiore ed erede di Enrico I, divenne reggente del ducato.
Corrado I di Masovia marciò quindi contro la Grande Polonia. Fu sconfitto alle mura di Kalisz, ma in seguito riuscì a vincere Ladislao Odonic, il sovrano della Grande Polonia. Ladislao III fuggì a Racibórz nell'Alta Slesia, mentre Corrado entrò a Cracovia e prese il titolo di granduca. Enrico II riuscì a mantenere l'indipendenza della Slesia e preparò una spedizione armata contro la Piccola Polonia.

### Corrado I e l'intervento della duchessa Edvige
In soccorso di Enrico I si mosse la moglie Edvige di Andechs che andò a Płock per parlare con Corrado. Corrado decise di liberare Enrico I se avesse rinunciato ai suoi diritti su Cracovia. Successivamente il Papa lo liberò dalla sua promessa in quanto ottenuta sotto costrizione.
Nel frattempo, la nobiltà minore giudicavo troppo duro il dominio di Corrado. Corrado prese il Ducato di Sandomierz dal giovane Boleslao V (il Casto), dandolo a suo figlio, Boleslao. Enrico I e Ladislao III pianificarono una spedizione militare per recuperare la Grande Polonia.

### Morte di Ladislao III Laskonogi. Enrico I, granduca di Polonia

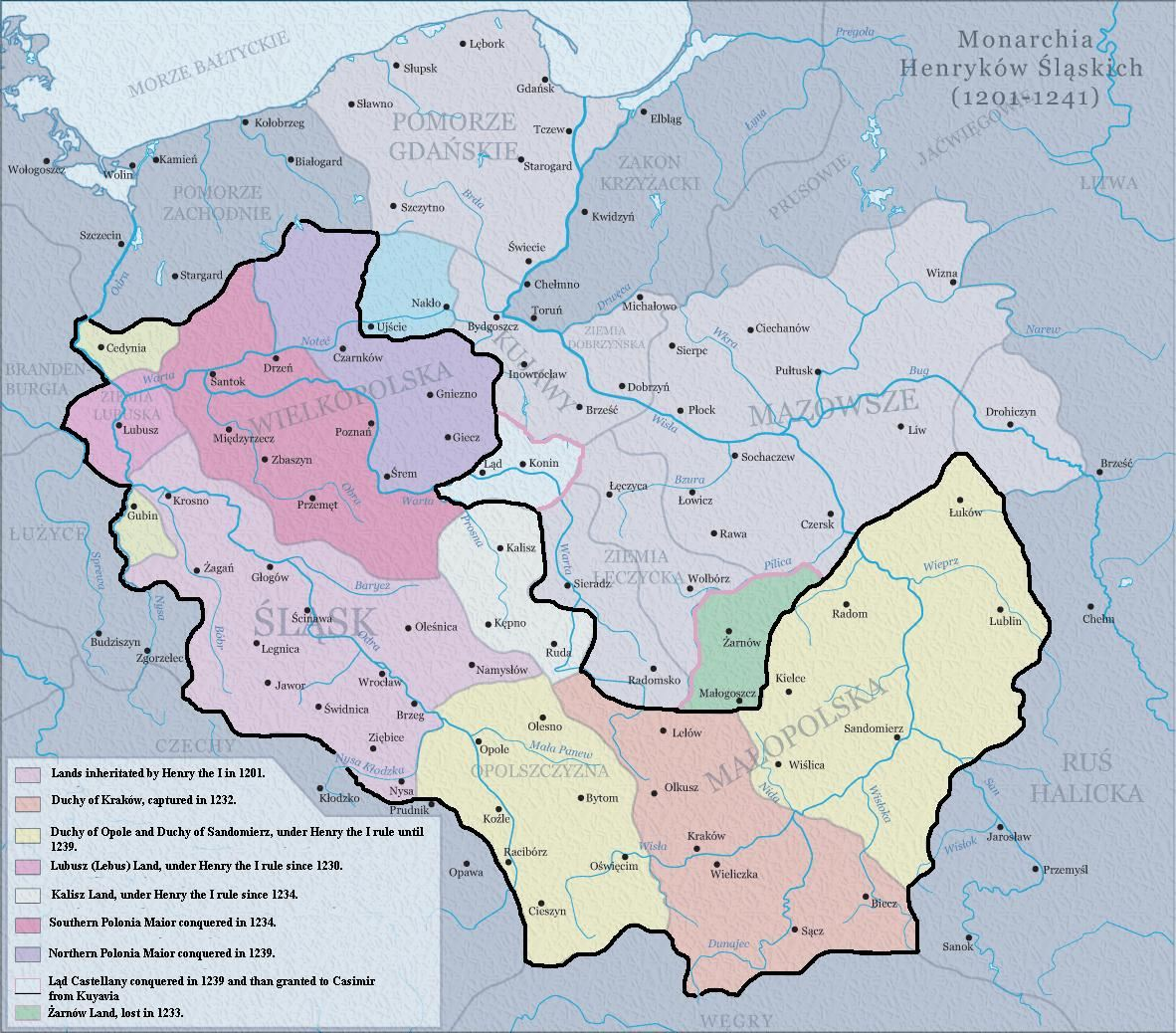
Territori della Polonia durante il periodo di Enrico il Barbuto

La spedizione contro Corrado, intrapresa nel 1231, si concluse con una sconfitta alle mura di Gniezno; ma, fortunatamente per Enrico, Ladislao III morì improvvisamente a Środa Śląska, forse ucciso da una ragazza tedesca che tentò di violentare. Poiché Ladislao III non aveva alcun figlio, il suo unico erede nella Grande Polonia era Enrico. Tuttavia la sua autorità in queste aree fu immediatamente contestata. In un primo momento, Enrico decise di prendersi cura del destino della Piccola Polonia, soprattutto dopo la morte del cugino Duca Casimiro I di Opole e dei suoi figli minorenni Miecislao (Mieszko) II il Grasso e Ladislao di Opole, entrambi sotto la tutela della madre Viola. Decise di prendere la reggenza di Opole per conto dei giovani duchi, in vista della posizione strategica del loro Ducato sulla strada per Cracovia, e certamente essi lo aiutarono anche a combattere. Ma la carta più importante nel conflitto successivo non era nelle mani di Enrico e Corrado ma della nobile Casata dei Gryfici della Piccola Polonia che decise di sostenere il duca di Slesia. Non senza importanza fu il sostegno che Enrico diede, quando era governatore di Cracovia, a Grzymislawa di Luck, vedova di Leszek il Bianco; temendo per il futuro dell'eredità del figlio neonato Boleslao V, ella aveva ceduto la reggenza del ducato di Sandomierz a Enrico. Corrado ovviamente non intendeva combattere con l'enorme popolarità del governo di Enrico sia in Slesia che in Piccola Polonia. Nel 1232, Enrico entrò a Cracovia e fu proclamato Granduca e signore supremo della Polonia, e con questo, alla fine recuperò per i Piast di Slesia il titolo e il potere che suo nonno Ladislao II l'Esiliato aveva perso nel 1146.

### Primo tentativo di conquistare la Grande Polonia. Insediamento precario con Corrado di Masovia
Nel 1232 Enrico ebbe anche l'opportunità di conquistare la Grande Polonia e lanciò un'offensiva contro Ladislao Odonic, che rivendicava anche questa terra. L'invasione fu un fallimento, tuttavia, a causa dell'inazione della nobiltà della Slesia e del sostegno della Chiesa a Odonic. Nella sua guerra per la Piccola Polonia, tuttavia, ebbe un completo successo. Nel 1233 Enrico e Corrado di Masovia firmarono un trattato a Chełm. Secondo i termini di questo accordo, dovette rinunciare da qualsiasi pretesa sulle terre di Łęczyca e Sieradz (parte della Piccola Polonia) ma in cambio ricevette il riconoscimento del suo governo su Cracovia e il titolo di Granduca. Inoltre, Enrico fu confermato nella reggenza di Sandomierz per conto di Boleslao V, cosa che Corrado cercò di ottenere dopo aver ordinato la prigionia del duca bambino e di sua madre. Solo grazie agli sforzi dei Gryfici, Boleslao e Grzymislawa potevano fuggire e tornare nelle loro terre. Le lotte per la Piccola Polonia continuarono, tuttavia, fino alla morte di Enrico.

### La seconda guerra con Ladislao Odonic per l'eredità di Ladislao III
Nell'estate del 1234 Enrico il Barbuto decise di intervenire nuovamente nella Grande Polonia. Questa volta la campagna fu totalmente diversa dalla spedizione di due anni prima, soprattutto perché Ladislao Odonic aveva perso l'appoggio della nobiltà, cedendo parte delle prerogative reali all'arcivescovo di Gniezno, Pełka. Il successo fu completo e Odonic, volendo salvare il suo potere e convinto dall'arcivescovo, accettò di stringere un accordo con Enrico: i termini dell'accordo, pubblicato il 22 settembre 1234, furono molto sfavorevoli per Ladislao Odonic, che dovette rinunciare a tutti i territori a sud e ovest del fiume Warta, che includevano Kalisz, Santok, Międzyrzecz e Śrem. D'altra parte, nella Piccola Polonia, i confini erano meno sicuri. Il reciproco sostegno militare tra Enrico e Ladislao Odonic fu messo alla prova nel 1235, quando Enrico riuscì a recuperare il castello di Ladislao a Śrem, in difesa del quale fu ucciso Borzivoj, figlio del deposto duca Diepoldo II di Boemia.
Il controllo di Opole era vitale per Enrico, poiché questo territorio, attraverso il quale passavano tutte le principali rotte commerciali da Breslavia a Cracovia, era estremamente strategico. Nel 1234 Enrico decise di separare (sotto la sua autorità) tra i co-duchi dell'Alta Slesia Mieszko II e Ladislao la Terra di Wieluń (Ziemia wieluńska) come frontiera comune, in cambio della quale assunse il controllo diretto su Opole.

### Sforzi per ottenere la corona reale. Tentativo di garantire la successione di suo figlio
La conquista della Grande Polonia indusse gli storici polacchi successivi a definire Enrico re di tutta la Polonia e il più potente principe Piast del suo tempo. Tuttavia questo non era coerente con il suo reale stato territoriale e politico perché in realtà, ogni ducato era praticamente indipendente e solo in Bassa Slesia la sua autorità era abbastanza forte da non doversi preoccupare della sua successione. Le continue ribellioni di Corrado di Masovia e Ladislao Odonic costrinsero Enrico nel 1234 a designare suo figlio Enrico II il Pio come erede al trono. Successivamente, Enrico fu designato duca di Slesia e Cracovia, e suo figlio duca di Slesia e Grande Polonia. Fece anche un accordo con la piccola nobiltà polacca, che poteva assicurare la successione di suo figlio. Per ottenere la piena protezione del possesso di Cracovia alla sua linea di sangue, Enrico iniziò a darsi da fare per poter incoronare suo figlio come re di Polonia. A tal fine, stabilì contatti con il Sacro Romano Imperatore, Federico II di Hohenstaufen. Tuttavia, i crescenti conflitti con la chiesa e la sua stessa morte impedirono questo progetto.

### Politica interna
Nella politica interna, Enrico mantenne il potere degli altri duchi Piast sotto il suo controllo. Al fine di neutralizzare il crescente potere della nobiltà, cercò di promuovere la cavalleria. Inoltre, iniziò a limitare il ruolo dei funzionari amministrativi, in particolare i castellani. La completa eliminazione della nobiltà era impossibile, e per questo, Enrico basò il suo governo sull'appoggio di famiglie nobili, come i Gryfici.
Il rapporto con la Chiesa non fu sempre buono. In molti casi, Enrico decise di fare delle concessioni, ma alla fine, in un modo o nell'altro, il conflitto sorse di nuovo. Alla fine della sua vita, i conflitti furono ancora più complicati.
Durante il suo regno, Enrico migliorò anche l'economia e le infrastrutture delle sue terre sostenendo l'immigrazione di coloni tedeschi (Ostsiedlung), principalmente dalla zona di origine di sua moglie, Franconia e Baviera. Anche se si presume che questa politica abbia contribuito alla significativa germanizzazione della Slesia, alcuni storici ritengono che fosse un fatto comune durante il XIII secolo e di conseguenza Enrico fu frainteso. La colonizzazione tedesca non avvenne solo in Slesia (che prosperò considerevolmente grazie a quello), ma anche in una dozzina di altre città o villaggi nei suoi territori; di conseguenza, Enrico dovette creare nuove leggi cittadine per i nuovi stranieri; la prima fu concessa nel 1211 a Złotoryja (Goldberg).

### Morte
Enrico morì nel 1238 a Krosno Odrzańskie (Crossen an der Oder) e fu sepolto nella chiesa cistercense di Trzebnica (Trebnitz) che aveva fondato nel 1202 su richiesta di sua moglie.

## Giudizio storico
Enrico il Barbuto è considerato dagli storici uno dei più importanti principi Piast del periodo della frammentazione feudale della Polonia. Tuttavia, tutta la sua opera fu distrutta solo tre anni dopo la sua morte a causa di un evento del tutto inaspettato: le invasioni mongole. In generale gli storici concordano sul fatto che se il disastro della battaglia di Legnica non fosse avvenuto, la Polonia sarebbe stata unita a metà del XIII secolo, ed avrebbe evitato le perdite territoriali che si verificarono. In qualità di politico capace, Enrico riuscì a fare della Slesia uno degli stati più potenti della frammentata Polonia e cercò anche di mantenere la pace nella Grande e Piccola Polonia durante un periodo di notevoli cambiamenti nell'Europa occidentale. Un cronista contemporaneo lo definì Un uomo onesto che pensava solo ad essere utile alla sua gente. Il suo emblema personale, con una croce bianca su un arco posta su un'aquila nera sulle ali, è rimasto l'emblema della Slesia.

## Matrimonio e discendenza
Nel 1186 Enrico sposò Edvige di Andechs (1174 – 1243), figlia di Bertoldo IV d'Andechs e di Agnese di Rochlitz (†25 marzo 1195), della famiglia dei Wettin. Dal matrimonio nacquero quattro maschi e tre femmine, tra i quali
- Enrico († 1241), duca di Slesia;
- Corrado († 1235/37)
- Gertrude, fidanzata al Conte Palatino Ottone di Wittelsbach, dopo la morte di questi si fece monaca e divenne badessa del monastero di Trebnitz.

## Ascendenza
|                        |   |                           | Genitori                   |  |  | Nonni |  |  | Bisnonni                |  |  | Trisnonni                  |  |
|                        |   |                           |                            |  |  |       |  |  | Boleslao III di Polonia |  |  | Ladislao Herman di Polonia |  |
|                        |   |                           |                            |  |  |       |  |  | Boleslao III di Polonia |  |  | Ladislao Herman di Polonia |  |
|                        |   | Giuditta di Boemia        |                            |  |  |       |  |  | Boleslao III di Polonia |  |  |                            |  |
| Ladislao II l'Esiliato |   |                           |                            |  |  |       |  |  | Boleslao III di Polonia |  |  |                            |  |
|                        |   | Zbyslava di Kiev          | Svjatopolk II di Kiev      |  |  |       |  |  |                         |  |  |                            |  |
|                        |   | Zbyslava di Kiev          | Svjatopolk II di Kiev      |  |  |       |  |  |                         |  |  |                            |  |
|                        |   | Zbyslava di Kiev          | …                          |  |  |       |  |  |                         |  |  |                            |  |
| Boleslao I l'Alto      |   | Zbyslava di Kiev          |                            |  |  |       |  |  |                         |  |  |                            |  |
|                        |   | Leopoldo III di Babenberg | Leopoldo II di Babenberg   |  |  |       |  |  |                         |  |  |                            |  |
|                        |   | Leopoldo III di Babenberg | Leopoldo II di Babenberg   |  |  |       |  |  |                         |  |  |                            |  |
|                        |   | Leopoldo III di Babenberg | Ida di Formbach-Ratelnberg |  |  |       |  |  |                         |  |  |                            |  |
| Agnese di Babenberg    |   | Leopoldo III di Babenberg |                            |  |  |       |  |  |                         |  |  |                            |  |
|                        |   | Agnese di Waiblingen      | Enrico IV di Franconia     |  |  |       |  |  |                         |  |  |                            |  |
|                        |   | Agnese di Waiblingen      | Enrico IV di Franconia     |  |  |       |  |  |                         |  |  |                            |  |
|                        |   | Agnese di Waiblingen      | Berta di Savoia            |  |  |       |  |  |                         |  |  |                            |  |
| Enrico I il Barbuto    |   | Agnese di Waiblingen      |                            |  |  |       |  |  |                         |  |  |                            |  |
|                        | … | …                         |                            |  |  |       |  |  |                         |  |  |                            |  |
|                        | … | …                         |                            |  |  |       |  |  |                         |  |  |                            |  |
|                        | … | …                         |                            |  |  |       |  |  |                         |  |  |                            |  |
| …                      | … |                           |                            |  |  |       |  |  |                         |  |  |                            |  |
|                        |   | …                         | …                          |  |  |       |  |  |                         |  |  |                            |  |
|                        |   | …                         | …                          |  |  |       |  |  |                         |  |  |                            |  |
|                        |   | …                         | …                          |  |  |       |  |  |                         |  |  |                            |  |
| Cristina               |   | …                         |                            |  |  |       |  |  |                         |  |  |                            |  |
|                        |   | …                         | …                          |  |  |       |  |  |                         |  |  |                            |  |
|                        |   | …                         | …                          |  |  |       |  |  |                         |  |  |                            |  |
|                        |   | …                         | …                          |  |  |       |  |  |                         |  |  |                            |  |
| …                      |   | …                         |                            |  |  |       |  |  |                         |  |  |                            |  |
|                        |   | …                         | …                          |  |  |       |  |  |                         |  |  |                            |  |
|                        |   | …                         | …                          |  |  |       |  |  |                         |  |  |                            |  |
|                        |   | …                         | …                          |  |  |       |  |  |                         |  |  |                            |  |
|                        |   | …                         |                            |  |  |       |  |  |                         |  |  |                            |  |